# Octopus Energy
Octopus Energy Group è un gruppo britannico di energia rinnovabile specializzato nella fornitura e generazione di energia sostenibile. È stata fondata nel 2015 con il sostegno della società britannica Octopus Group, società di gestione patrimoniale britannica. La sede dell'azienda è localizzata a Londra, l'azienda opera nel Regno Unito, Francia, Germania, Italia, Spagna, Australia, Giappone, Nuova Zelanda e Stati Uniti. Octopus è il più grande fornitore di elettricità a clienti domestici del Regno Unito e il secondo più grande nel settore del gas domestico.

## Storia
Octopus Energy è stata fondata nell'agosto 2015 come sussidiaria di Octopus Capital Limited. Le negoziazioni sono iniziate nel dicembre 2015. Greg Jackson è il fondatore dell'azienda e ricopre la carica di amministratore delegato del Gruppo Octopus Energy.
Nell'aprile 2018, la società aveva 198.000 clienti e aveva stretto un accordo di approvvigionamento energetico con Shell. Più tardi, nel 2018, Octopus ha acquisito i 100.000 clienti di Iresa Limited, nell'ambito del processo col "fornitore di ultima istanza" di Ofgem, dopo che Iresa ha cessato l'attività. Lo stesso anno, Octopus sostituì SSE come fornitore di energia per M&S Energy, un marchio di Marks & Spencer, e acquistò Affect Energy, che aveva 22.000 clienti. Ha continuato la sua continua e costante espansione imprenditoriale nel Regno Unito e nel 2019 ha iniziato ad avviare le attività anche all'estero.
Nel settembre 2019, Octopus ha acquisito la start-up tedesca 4hundred per 15 milioni di sterline; l'acquisizione di 4hundred, che aveva 11.000 clienti, questa è stata la prima espansione all'estero di Octopus.
Nel maggio 2020, il fornitore australiano di elettricità e gas Origin Energy attraverso la somma di 507 milioni di dollari australiani è entrato nella partecipazione societaria, acquisendo il 20% di Octopus. Ciò ha significato per Octopus l'ottenimento dello status di "unicorno", ovvero startup con un valore superiore a 1 miliardo di sterline. Nel settembre dello stesso anno, Octopus acquisì Evolve Energy, una start-up statunitense con sede nella Silicon Valley, con un accordo da 5 milioni di dollari. L'acquisizione è stata il primo passo nell'espansione di Octopus da 100 milioni di dollari negli Stati Uniti; al momento dell'acquisizione, Octopus ha annunciato l'obiettivo di acquisire 25 milioni di clienti statunitensi e 100 milioni di clienti globali in totale, entro il 2027.
Nel dicembre 2020, Tokyo Gas ha acquisito, per circa 20 miliardi di yen (pari a 193 milioni di dollari), una partecipazione del 9,7% in Octopus, valutando la società a 2,1 miliardi di dollari. Octopus e Tokyo Gas hanno concordato di lanciare il marchio Octopus in Giappone attraverso una joint venture 30:70 per fornire, tra gli altri servizi, elettricità da fonti rinnovabili. Allo stesso tempo Origin ha investito altri 50 milioni di dollari per mantenere la sua quota del 20%.
Nell'agosto 2021, Octopus è entrata nel mercato spagnolo con l'acquisizione della start-up di energia verde Umeme. Dopo l’acquisizione, Octopus ha annunciato di puntare a un milione di conti energetici spagnoli con il suo marchio entro il 2027. Nel novembre 2021, Octopus ha acquisito il fornitore italiano di energia SATO Luce e Gas con sede ad Ascoli Piceno. Nel giugno 2022, sotto la guida dall'amministratore delegato italiano Giorgio Tomassetti, la società ha completato il processo di re-branding e ha lanciato la prima tariffa di energia elettrica Octopus Energy in Italia. Da quel momento la società ha iniziato a conquistare fette di mercato importanti superando prima i 100.000 clienti nel dicembre 2023 e poi i 300.000 clienti nel dicembre 2024. Come risultato di queste acquisizioni, Octopus dispone di licenze di vendita al dettaglio, di generazione o tecnologiche in 13 paesi in quattro continenti diversi.
Nel settembre 2021, Generation Investment Management, co-fondata e presieduta da Al Gore, ha acquistato una partecipazione del 13% in Octopus Energy Group attraverso un accordo del valore di 600 milioni di dollari. L’investimento ha aumentato la valutazione dell’azienda a 4,6 miliardi di dollari, con l’iniezione di liquidità che è stata utilizzata da Octopus per aumentare i propri investimenti in nuove tecnologie per una decarbonizzazione più economica e rapida.
Nel dicembre 2021, Octopus Energy ha annunciato una partnership a lungo termine con il Canada Pension Plan Investment Board, raccogliendo 300 milioni di dollari e portando la valutazione di Octopus Energy Group a circa 5 miliardi di dollari.
Nel gennaio 2022, Octopus Energy è entrata nel mercato francese con l'acquisizione di Plüm énergie, una start-up energetica francese con 100.000 tra clienti al dettaglio e aziendali. Plüm è stata successivamente rinominata Octopus Energy France.
Ulteriori finanziamenti di 800 milioni di dollari da parte degli azionisti esistenti nel dicembre 2023 hanno portato la valutazione di Octopus Energy a quasi 8 miliardi di dollari.

## Marketing

### Cambiamento climatico
Nel 2019 Octopus ha lanciato la campagna "Ritratti dal precipizio", che cercava di aumentare la consapevolezza sui cambiamenti climatici e incoraggiava i clienti a passare ad accordi energetici più verdi. L'artwork della campagna è stato esposto in oltre 5.000 siti, rendendola la più grande mostra d'arte digitale out-of-home (DOOH) mai realizzata. Come risultato della campagna, Octopus ha registrato un aumento delle iscrizioni del 163% e ha guadagnato 37.000 clienti. La campagna ha vinto il premio Marketing Week Masters 2020 per i servizi di pubblica utilità e il premio 2020 Energy Institute per il coinvolgimento pubblico.

### Energia solare alla COP26
Nel novembre 2021 Octopus ha finanziato "Grace of the Sun", un'opera d'arte su larga scala di Robert Montgomery realizzata utilizzando le lampade solari Little Sun progettate da Olafur Eliasson e Frederik Ottesen. Il progetto, che ha coinciso con la COP26, è stato realizzato a Glasgow attraverso la collaborazione con la comunità artistica locale, ed è stato concepito come un appello ai leader globali a investire nelle energie rinnovabili come il solare fotovoltaico, al fine di alimentare un futuro sostenibile